# Йонас
Йонас — негус Ефіопії з Соломонової династії. Був онуком імператора Фасілідеса.
Йонас був проголошений імператором за підтримки раса Ісра'еля Бегемдерського. Це сталось після того як Саломон III був змушений залишити Гондер під тиском повстанців. Під час правління Йонаса підконтрольні йому території страждали від голоду, в результаті чого загинуло багато людей. З тієї ж причини помер син Йонаса Мафу (7 листопада) та дружина негуса Естер. Не вбачаючи користі з правління Йонаса, головні військові правителі того часу рас Маре'ед, деджазмачі Гайлу Еште, Волде Селассіє та рас Ґуебра почали закликати Текле Гійоргіса повернутись з вигнання й зайняти трон знову. Довідавшись про підхід останнього, Йонас утік до монастиря.
До 1802 року перебував в ув'язненні у Ласті. Історики стверджують, що Йонас до кінця життя жив у вигнанні у Годжамі, де й помер у злиднях.